# 李正民
李正民（1073年—1151年），字方叔，江都（今江蘇揚州）人。
李定之孙。熙寧六年（1073年）生，徽宗大觀元年（1107年）入宣城官学，政和二年（1112年）進士。高宗紹興十年（1140年）知陳州時，爲金人所俘，驅車北上。十二年（1142年）紹興和議成，放歸中原。歷任給事中、禮部、吏部侍郎、中書舍人等職。官終徽猷閣待制。绍兴二十一年正月卒。有《大隱集》三十卷，早佚，清初四庫館臣自《永樂大典》輯《大隱集》十卷。